# Génie français
L'expression « génie français » désigne généralement le caractère propre et distinctif des Français, représenté par des héros nationaux ou des événements historiques, dans tous les domaines. Cette expression est proche de l'« art d'être Français »[source insuffisante].
Le génie français peut caractériser les grands noms de l'Histoire de France ou les acteurs talentueux de la culture française comme des artistes, des auteurs, des cuisiniers, des ingénieurs ou des sportifs,[source insuffisante],[source insuffisante].